# نیروگاه برق آبی موکلیچه
نیروگاه برق آبی موکلیچه (به لاتین: Moglicë Hydro Power Plant) یک سد و نیروگاه برقابی در آلبانی است که در Maliq municipality واقع شده‌است.